# ЦЕИ Интерлига
ЦЕИ Интерлига је лига америчког фудбала за тимове из јужне и Централне Европе. Тренутно се у лиги такмиче два тима из Србије и Мађарске и један из Словачке. Претходио јој ЕФАФ куп изазивача (2009—2010). Основана је 2011. године.

## Такмичарски систем
Лига има пет екипа. Утакмице се играју по двокружном лига систему, свака екипа одигра 6 утакмица. Две најбоље пласиране играју финале.

## Клубови
| Земља           | Клуб                    | Члан лиге од-до  |                 |                 |
| Садашњи клубови | Садашњи клубови         | Садашњи клубови  | Садашњи клубови | Садашњи клубови |
| --------------- | ----------------------- | ---------------- | --------------- | --------------- |
| Србија          | Блу драгонси Београд    | 2011, 2014-      |                 |                 |
| Србија          | Пантерси Панчево        | 2011, 2014-      |                 |                 |
| Мађарска        | Каубојси Будимпешта     | 2011-2012, 2014- |                 |                 |
| Мађарска        | Харикенси Будимпешта    | 2013, 2014-      |                 |                 |
| Словачка        | Монархси Братислава     | 2012-2013, 2014- |                 |                 |
| Бивши клубови   |                         |                  |                 |                 |
| Србија          | Најтси Клек             | 2011             |                 |                 |
| Словачка        | Кингси Тополчањи        | 2013             |                 |                 |
| Мађарска        | Ребелси Ујбуда          | 2013             |                 |                 |
| Мађарска        | Тајгерси Њиређхаза      | 2012             |                 |                 |
| Мађарска        | Шаркси Ђер              | 2011-2012        |                 |                 |
| Аустрија        | Инвејдерси Санкт Пелтен | 2011             |                 |                 |

## Шампиони
- 2011. -  Шаркси Ђер[2]
- 2012. -  Тајгерси Њиређхаза[3]
- 2013. -  Монархси Братислава[4]
- 2014. -  Пантерси Панчево[1]